# Suma zbiorów
Suma zbiorów (rzadko: unia zbiorów) – działanie algebry zbiorów.

## Definicje formalne

Suma zbiorów A i B

Sumą zbiorów nazywa się zbiór złożony ze wszystkich elementów należących do któregokolwiek z sumowanych zbiorów (i niezawierający innych elementów).
Suma zbiorów {\displaystyle A} i {\displaystyle B} jest oznaczana symbolem {\displaystyle A\cup B} (rzadziej {\displaystyle A+B}). Tak więc:
{\displaystyle x\in (A\cup B)\Leftrightarrow (x\in A)\lor (x\in B)},
co można równoważnie zapisać jako
{\displaystyle A\cup B=\{x\in \Omega :x\in A\vee x\in B\}},
gdzie {\displaystyle A,B\subset \Omega } i {\displaystyle \Omega } jest zbiorem wszystkich rozważanych obiektów zwanym przestrzenią lub uniwersum.
Suma jest zdefiniowana również dla większej ilości zbiorów: sumę rodziny zbiorów (zwaną też sumą uogólnioną) definiujemy jako zbiór elementów, które należą do przynajmniej jednego ze zbiorów z tej rodziny. Tak więc suma rodziny zbiorów {\displaystyle {\mathfrak {A}}} to
{\displaystyle \bigcup {\mathfrak {A}}=\{x\in \Omega :(\exists A\in {\mathfrak {A}})(x\in A)\}}.
Podobnie dla indeksowanej rodziny zbiorów {\displaystyle (A_{i})_{i\in I}} definiujemy
{\displaystyle \bigcup _{i\in I}A_{i}=\{a\in \Omega :(\exists i\in I)(a\in A_{i})\},}
co jest równoważne
{\displaystyle a\in \bigcup _{i\in I}A_{i}\Leftrightarrow \exists i\in I\,(a\in A_{i})}.
Należy zauważyć, że poza teorią mnogości matematycy używają raczej sum rodzin indeksowanych niż sum zbiorów zbiorów. Jedne mogą zostać zredukowane do drugich, np. {\displaystyle \bigcup _{i\in I}A_{i}=\bigcup \{A_{i}:i\in I\},} a użycie zapisu indeksowanego jest często bardziej czytelne.

### Przykłady
- Niech {\displaystyle \mathbb {Q} } będzie zbiorem liczb wymiernych a {\displaystyle \mathbb {I} \mathbb {Q} } niech będzie zbiorem liczb niewymiernych. Wówczas {\displaystyle \mathbb {Q} \cup \mathbb {I} \mathbb {Q} } jest zbiorem wszystkich liczb rzeczywistych, tzn. {\displaystyle \mathbb {Q} \cup \mathbb {I} \mathbb {Q} =\mathbb {R} }[1].
- {\displaystyle (0,2)\cup [1,3]=(0,3],}
- {\displaystyle \bigcup \limits _{n\in \mathbb {N} }\left(1,2-{\frac {1}{n+1}}\right)=(1,2)}
- Niech {\displaystyle {\mathfrak {A}}} będzie rodziną wszystkich otwartych przedziałów o końcach wymiernych zawartych w odcinku {\displaystyle [{\sqrt {2}},{\sqrt {5}}).} Wówczas

{\displaystyle \bigcup {\mathfrak {A}}=({\sqrt {2}},{\sqrt {5}}).}

### Poprawność definicji sumy zbiorów
W powyższej definicji zakłada się, że dodawane zbiory są podzbiorami pewnego zbioru Ω zwanego przestrzenią. Definicja sumy dwóch zbiorów jest więc pewnym dwuargumentowym działaniem określonym na zbiorze potęgowym pewnego ustalonego zbioru {\displaystyle \Omega {:}}
{\displaystyle \cup :{\mathcal {P}}(\Omega )\times {\mathcal {P}}(\Omega ){\mathcal {\to }}{\mathcal {P}}(\Omega ).}
Poprawność zdefiniowanego działania tj. istnienie jednoznacznego wyniku dla dowolnych dwóch argumentów wynika np. z aksjomatu podzbiorów.
Takie rozumienie definicji sumy wzmacniają diagramy Venna, w których zbiory obrazowane są owalami rozgraniczającymi elementy przestrzeni Ω na te, które należą do danego zbioru, od tych, które do niego nie należą.
Opuszczenie warunku, aby dodawane zbiory były podzbiorami pewnego wspólnego zbioru, prowadzi do poważnych problemów teoriomnogościowych. Dodawanie zbiorów byłoby wówczas dwuargumentowym działaniem określonym na zbiorze wszystkich zbiorów, co oznacza odwołanie się do nieistniejącego obiektu (patrz paradoks zbioru wszystkich zbiorów). Z kolei definicja postaci {\displaystyle A\cup B=\{x:x\in A\vee x\in B\}} jest konstruowaniem zbioru poprzez podanie formuły, którą muszą spełniać jego elementy, co jest metodą, której należy unikać aksjomatycznej teorii mnogości. Ostatecznie oznacza to nieistnienie dwuargumentowego działania dodawania zbiorów, o których nie ma dodatkowych założeń, a dla stwierdzenia istnienia sumy dwóch danych zbiorów należy powołać na aksjomat sumy.

## Własności

### Operacje skończone
Dla dowolnych zbiorów {\displaystyle A,B,C} zachodzą następujące równości:
- {\displaystyle \bigcup \varnothing =\varnothing }
- {\displaystyle \bigcup \{A\}=A=A\cup A}[12]     (idempotentność)
- {\displaystyle \bigcup \{A,B\}=A\cup B}
- {\displaystyle \varnothing \cup A=A}[12]     (zbiór pusty jest elementem neutralnym sumowania zbiorów)
- {\displaystyle (A\cup B)\cup C=A\cup (B\cup C)}[12]     (łączność)
- {\displaystyle A\cup B=B\cup A}[12]     (przemienność)
- {\displaystyle (A\cap B)\cup C=(A\cup C)\cap (B\cup C)} oraz {\displaystyle (A\cup B)\cap C=(A\cap C)\cup (B\cap C)}[13]     (rozdzielność każdego z dwóch działań, przekroju i sumy, względem drugiego)
- {\displaystyle C\setminus (A\cup B)=(C\setminus A)\cap (C\setminus B)} oraz {\displaystyle C\setminus (A\cap B)=(C\setminus A)\cup (C\setminus B)}[14]     (prawo De Morgana).

Ponadto:
- {\displaystyle A\subseteq B} wtedy i tylko wtedy, gdy {\displaystyle A\cup B=B.}
- Niech {\displaystyle U} będzie niepustym zbiorem a {\displaystyle {\mathcal {P}}(\mathbf {U} )} niech będzie rodziną wszystkich podzbiorów zbioru {\displaystyle U.} Wówczas

{\displaystyle ({\mathcal {P}}(\mathbf {U} ),\cup ,\cap ,\setminus ,\varnothing ,\mathbf {U} )}
jest zupełną algebrą Boole’a.
- Za pomocą sumy i różnicy symetrycznej można wyrazić iloczyn i różnicę zbiorów:

{\displaystyle A\cap B=(A\cup B){\dot {-}}(A{\dot {-}}B)} oraz {\displaystyle A\setminus B=A{\dot {-}}(A\cap B)}

### Operacje nieskończone
Własności sumy skończenie wielu zbiorów uogólniają się na sumę rodzin indeksowanych zbiorów. Niech {\displaystyle \{A_{i}:i\in I\},} {\displaystyle \{B_{i}:i\in I\}} oraz {\displaystyle \{C_{j,k}:j\in J\ \wedge \ k\in K\}} będą indeksowanymi rodzinami zbiorów. Niech {\displaystyle D} będzie zbiorem. Wówczas
- {\displaystyle \bigcup \limits _{i\in I}(A_{i}\cup B_{i})=\bigcup \limits _{i\in I}A_{i}\cup \bigcup \limits _{i\in I}B_{i}}
- {\displaystyle \bigcup \limits _{i\in I}(A_{i}\cap B_{i})\subseteq \bigcup \limits _{i\in I}A_{i}\cap \bigcup \limits _{i\in I}B_{i}}
- {\displaystyle D\cap \bigcup \limits _{i\in I}A_{i}=\bigcup \limits _{i\in I}(A_{i}\cap D)}
- {\displaystyle D\cup \bigcup \limits _{i\in I}A_{i}=\bigcup \limits _{i\in I}(A_{i}\cup D)}
- {\displaystyle D\setminus \bigcup \limits _{i\in I}A_{i}=\bigcap \limits _{i\in I}D\setminus A_{i}}
- {\displaystyle \bigcup \limits _{j\in J}\bigcup \limits _{k\in K}C_{j,k}=\bigcup \limits _{k\in K}\bigcup \limits _{j\in J}C_{j,k}}
- {\displaystyle \bigcup \limits _{j\in J}\bigcap \limits _{k\in K}C_{j,k}\subseteq \bigcap \limits _{k\in K}\bigcup \limits _{j\in J}C_{j,k}}

### Suma a obrazy i przeciwobrazy
Dla dowolnej funkcji {\displaystyle f\colon X\longrightarrow Y,} dla dowolnej rodziny indeksowanej {\displaystyle \{A_{i}:i\in I\}} podzbiorów zbioru {\displaystyle X,} oraz dla dowolnej rodziny indeksowanej {\displaystyle \{B_{j}:j\in J\}} podzbiorów zbioru {\displaystyle Y,} prawdziwe są następujące dwa stwierdzenia:
- {\displaystyle f\left(\bigcup \limits _{i\in I}A_{i}\right)=\bigcup \limits _{i\in I}f(A_{i})} (czyli obraz sumy jest sumą obrazów).
- {\displaystyle f^{-1}\left(\bigcup \limits _{j\in J}B_{j}\right)=\bigcup \limits _{j\in J}f^{-1}(B_{j})} (inaczej mówiąc, przeciwobraz sumy jest sumą przeciwobrazów);